# David Boreanaz
David Boreanaz (* 16. května 1969 Buffalo, New York) je americký herec a producent. K jeho nejznámějším rolím patří upír Angel v seriálech Buffy, přemožitelka upírů a Angel a agent FBI Seeley Booth v seriálu Sběratelé kostí. Od roku 2017 hraje v seriálu Tým SEAL.

## Biografie
Narodil se 16. května 1969 v Buffalu ve státě New York. Jeho otec Dave Roberts (vlastním jménem David Boreanaz, má italské kořeny) byl známý jako moderátor předpovědi počasí na stanici WPVI-TV, jeho matka Patti (poloviční Slovenka s irskými, německými, francouzskými a švýcarskými kořeny) pracovala v cestovním ruchu. Má dvě starší sestry.
Hraní se chtěl věnovat už od dětství. Vystudoval herectví a filmovou tvorbu v New Yorku a po úspěšném zakončení studia se přestěhoval do Los Angeles. V televizi debutoval v roce 1993 epizodní rolí v seriálu Ženatý se závazky, kde si zahrál přítele Kelly. Téhož roku se objevil také v drobných rolích ve filmech Osudný svah v Aspenu a Karate tiger 6: Nejlepší z nejlepších 2.
Přelomem v jeho kariéře byl seriál Buffy, přemožitelka upírů, kde v letech 1997–1999 hrál Angela, upíra s duší. Tuto roli získal náhodou, neboť při procházce se psem si ho z okna všiml producent nezávislých filmů a dobrý známý castingové ředitelky Marcie Shulmanové a na základě tohoto doporučení byl pozván na konkurz. Po třetí řadě ze show odešel a tvůrci mu vytvořili spin-offový seriál Angel, kde hrál titulní postavu mezi lety 1999–2004. Zároveň občasně hostoval v Buffy až do jejího ukončení roku 2003.
V roce 2005 se představil v kriminálním seriálu Sběratelé kostí, kde od té doby hraje jednu z hlavních postav, speciálního agenta FBI Seeleyho Boothe, bývalého armádního odstřelovače, který vyšetřuje vraždy společně se soudní antropoložkou Temperance Brennanovou.
Režíroval po jedné epizodě seriálu Angel a Šestej smysl a několik dílů Sběratelů kostí. Na Sběratelích kostí se podílí také jako producent.

## Osobní život
Jeho první ženou byla Ingrid Quinnová, s níž se oženil 7. června 1997. O dva roky později se rozvedli. Jeho druhou ženou se stala herečka Jaime Bergmanová, kterou si vzal 24. listopadu 2001. Mají spolu syna a dceru.

## Filmografie

### Film
| Rok  | Název                                   | Role                            | Poznámky             |
| ---- | --------------------------------------- | ------------------------------- | -------------------- |
| 1993 | Osudný svah v Aspenu                    | svědek                          | neuveden v titulcích |
| 1993 | Karate tiger 6: Nejlepší z nejlepších 2 | muž u parkování                 | neuveden v titulcích |
| 1996 | Macabre Pair of Shorts                  | Dinner                          |                      |
| 2001 | Valentine                               | Adam Carr/Jeremy Melton         |                      |
| 2002 | Chodím s Lucy                           | Luke                            |                      |
| 2005 | Vrána 4: Pekelný kněz                   | Lucas "Death" Crash             |                      |
| 2006 | Ach ty holky!                           | Keith Clark                     |                      |
| 2006 | Mr. Fix It                              | Lance Valenteen                 |                      |
| 2006 | The Hard Easy                           | Roger Hargitay                  |                      |
| 2007 | Duch spisovatele                        | Sebastian                       |                      |
| 2008 | Liga spravedlivých: Nová hranice        | Hal Jordan/Green Lantern (hlas) |                      |
| 2009 | The Mighty Macs                         | Ed Rush                         |                      |
| 2013 | Policajt na odpis                       | detektiv Les Scanlon            |                      |

### Television
| Rok       | Název                     | Role                | Poznámky                                                              |
| --------- | ------------------------- | ------------------- | --------------------------------------------------------------------- |
| 1993      | Ženatý se závazky         | Frank               | díl: „Movie Show“                                                     |
| 1997–2003 | Buffy, přemožitelka upírů | Angel               | vedlejší role (1., 4.–.5, 7. řada), hlavní role (2.–3. řada), 56 dílů |
| 1999–2004 | Angel                     | Angel               | hlavní role, 110 dílů, zrežíroval jeden díl                           |
| 2002      | Baby Blues                | Johnny (hlas)       | díl: „Teddy-Cam“                                                      |
| 2005      | Napálené celebrity        | Sám sebe            | díl: „Episode #6.3“                                                   |
| 2005–2017 | Sběratelé kostí           | Seeley Booth        | hlavní role, 246 dílů, zrežíroval 11 dílů                             |
| 2010      | Griffinovi                | Sám sebe (hlas)     | díl: „Road to the North Pole“                                         |
| 2012      | Americký táta             | Seeley Booth (hlas) | díl: „Less Money, Mo' Problems“                                       |
| 2015      | Ospalá díra               | Seeley Booth        | díl: „Dead Men Tell No Tales“                                         |
| 2017–2024 | Tým SEAL                  | Jason Hayes         | hlavní role                                                           |
| 2018      | America's Game            | vypravěč            | díl: „The 2017 Philadelphia Eagles“                                   |

### Videohry
| Rok  | Název                       | Role                   |
| ---- | --------------------------- | ---------------------- |
| 2002 | Buffy, přemožitelka upírů   | Angel                  |
| 2002 | Kingdom Hearts              | Leon                   |
| 2013 | Kingdom Hearts HD 1.5 Remix | Leon (archivní záběry) |

### Hudební videoklipy
| Rok  | Název        | Umělec |
| ---- | ------------ | ------ |
| 2003 | „White Flag“ | Dido   |